# Olympische Sommerspiele 1932/Teilnehmer (Spanien)
| Gelbes Symbol für Goldmedaillen mit stilisierten Olympischen Ringen | Graues Symbol für Silbermedaillen mit stilisierten Olympischen Ringen | Braundes Symbol für Bronzemedaillen mit stilisierten Olympischen Ringen |
| ------------------------------------------------------------------- | --------------------------------------------------------------------- | ----------------------------------------------------------------------- |
| —                                                                   | —                                                                     | 1                                                                       |

Spanien nahm an den Olympischen Sommerspielen 1932 in Los Angeles mit einer Delegation von sieben männlichen Sportlern an vier Wettkämpfen in drei Sportarten teil.
Dem Segler Santiago Amat gelang mit Bronze der einzige Medaillengewinn. Fahnenträger bei der Eröffnungsfeier war der Sportschütze Julio Castro.

## Teilnehmer nach Sportarten

### Kunstwettbewerbe
- Ramón de Zubiaurre

### Schießen
- José González Delgado
Schnellfeuerpistole 25 m: 4. Platz

- Luis Calvet
Schnellfeuerpistole 25 m: 13. Platz

- Manuel Corrales
Schnellfeuerpistole 25 m: 13. Platz
Kleinkalibergewehr liegend 50 m: 26. Platz

- Julio Castro
Kleinkalibergewehr liegend 50 m: 9. Platz

- Buenaventura Bagaria
Kleinkalibergewehr liegend 50 m: 25. Platz

### Segeln
- Santiago Amat
Monotyp 1924: Bronze